# Toegangsbrug Fort Diefdijk

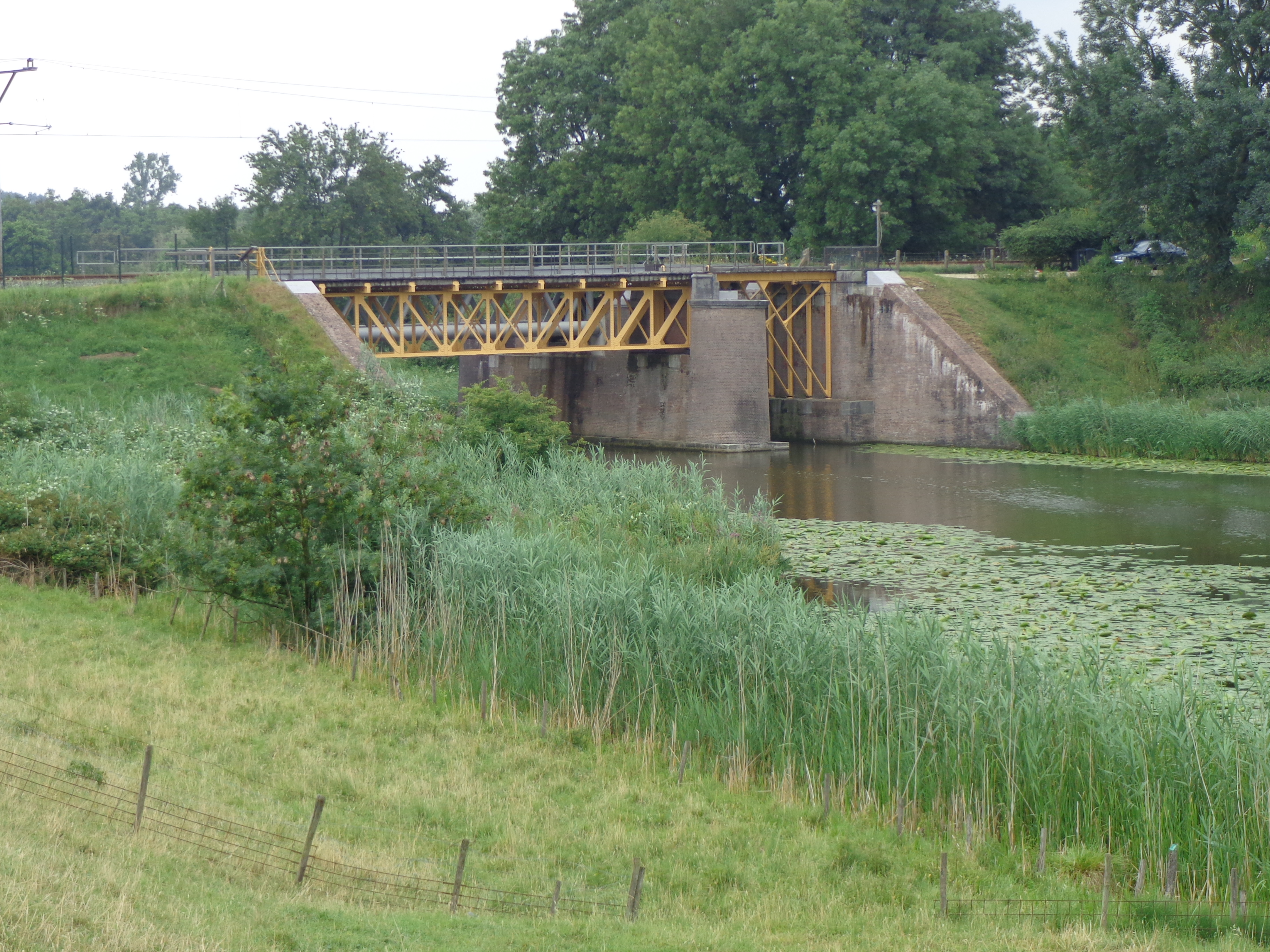
Toegangsbrug Fort Diefdijk, het rechtergedeelte is een kraanbrug

De toegangsbrug naar Fort Diefdijk is een zogenaamde kraanbrug die leidt naar het Werk op de spoorweg bij de Diefdijk.
Een kraanbrug is een brug waarvan een deel kan worden weggedraaid. Daarmee werd voorkomen dat de brug zelf, zoals een klapbrug een doelwit zou kunnen vormen voor vijandelijk vuur. De kraanbrug en Fort Werk aan het Spoor zijn in 1880 gebouwd. Dit type is een vinding van spoorwegingenieur F.C. Conrad (1800-1869).
De brug en het fort maken deel uit van de Nieuwe Hollandse Waterlinie, aangelegd vanaf 1815 van de Biesbosch tot aan Muiden. De Waterlinie was een verdedigingswerk: stukken land konden onder water gezet worden, en dijken en hoger land werden verdedigd met forten en batterijen. Zo werd de spoorlijn Geldermalsen - Leerdam (geopend in 1883) beschermd door dit fort met zijn kraanbrug.

## Werking van de brug
Teneinde de brug te kunnen openen, moesten de volgende handelingen worden uitgevoerd:
- De planken van het brugdek moesten verwijderd en elders opgeslagen worden.
- De vier oplegblokken moesten tegelijkertijd verschoven worden door aan een slinger te draaien. Daardoor kwamen de kraanliggers vrij te hangen.
- De kraanliggers moesten vervolgens weggedraaid worden. Een koppelstang verbond de vier kraanliggers zodat ze tegelijk gedraaid konden worden.